# جون سوليفان (تنس)
جون سوليفان (بالإنجليزية: John Sullivan) مواليد 22 ديسمبر 1966، هو لاعب كرة مضرب أمريكي سابق وكان يلعب باليد اليمنى. أعلى تصنيف له في الفردي كان المركز الـ 371 في سنة 1994. أعلى تصنيف له في الزوجي كان المركز الـ 101 في سنة 1993.

## النهائيات

### الزوجي: (2)
| الرقم | السنة | الدورة            | الأرضية | الشريك            | المنافس في النهائي      | النتيجة في النهائي |
| ----- | ----- | ----------------- | ------- | ----------------- | ----------------------- | ------------------ |
| 1.    | 1992  | جرامودا، البرازيل | صلبة    | ريتشارد ماتوشفسكي | نيلسون آرتس فرناندو روس | 7–6, 6–7, 6–3      |
| 2.    | 1993  | كاراكاس، فنزويلا  | صلبة    | ريتشارد ماتوشفسكي | دوغ فلاش نيكولاس بيريرا | 7–6, 7–5           |